# Roger Crochet
Pour les articles homonymes, voir Crochet.
Roger Crochet (né le 15 avril 1928 à Rumilly et mort le 24 juin 2016 à Saint-Julien-en-Genevois) est un coiffeur et entrepreneur français, connu pour avoir lancé les grandes discothèques Macumba, dont il importa le concept des États-Unis après une rencontre avec Frank Sinatra.

## Biographie
Il commence sa vie professionnelle comme coiffeur à Seyssel.
Il crée une chaîne de coiffure « Les Coifferies », installées dans de grands centres commerciaux parisiens. Il en aura 53 en tout sous le nom de Roger Rochan.
En 1966, il décide d'ouvrir le premier fast-food français.
En 1975, il fonde sa première discothèque Macumba à Lille. Un autre suivra à Saint-Julien-en-Genevois en 1977. Suivront celles de Madrid, Bordeaux, Nantes, Montpellier, Fribourg et, en 1996, La Havane, soit 23 en tout.
Dans les années 1980, il crée Radio Club[Passage contradictoire avec l'article Radio Club].
Le 30 mars 2015, le Macumba de Saint-Julien-en-Genevois est cédé au groupe Migros. Il publie la même année son autobiographie.

## Publications
- Mes Macumbas, comment j'ai magnifié la nuit, 2015.